# El Jimbal
El Jimbal är en ort i Mexiko.   Den ligger i kommunen Minatitlán och delstaten Veracruz, i den sydöstra delen av landet, 500 km öster om huvudstaden Mexico City. El Jimbal ligger 21 meter över havet och antalet invånare är 167.
Terrängen runt El Jimbal är mycket platt. Runt El Jimbal är det ganska glesbefolkat, med 29 invånare per kvadratkilometer. Närmaste större samhälle är Minatitlán, 18,1 km nordväst om El Jimbal. Omgivningarna runt El Jimbal är en mosaik av jordbruksmark och naturlig växtlighet.